# Эвкалиптовое масло

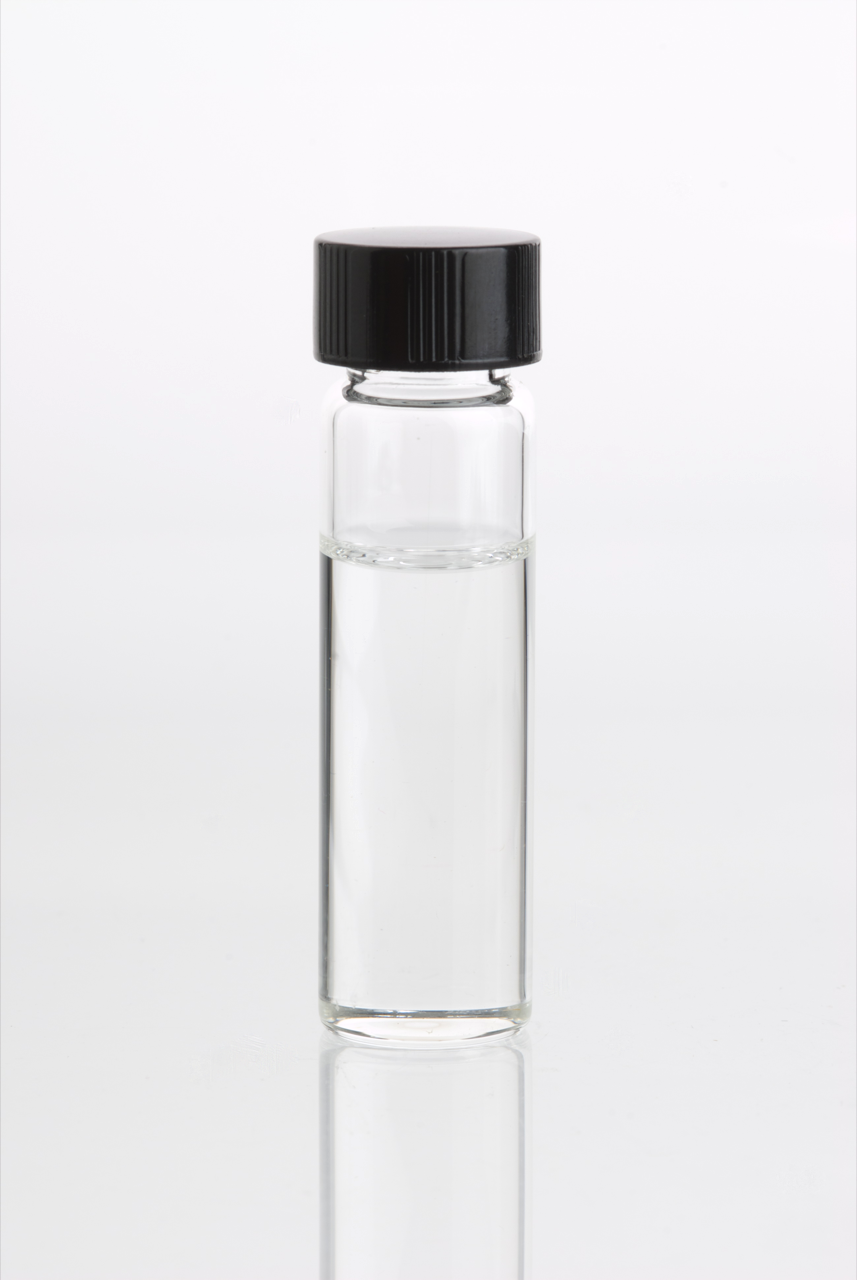
Эвкалиптовое масло

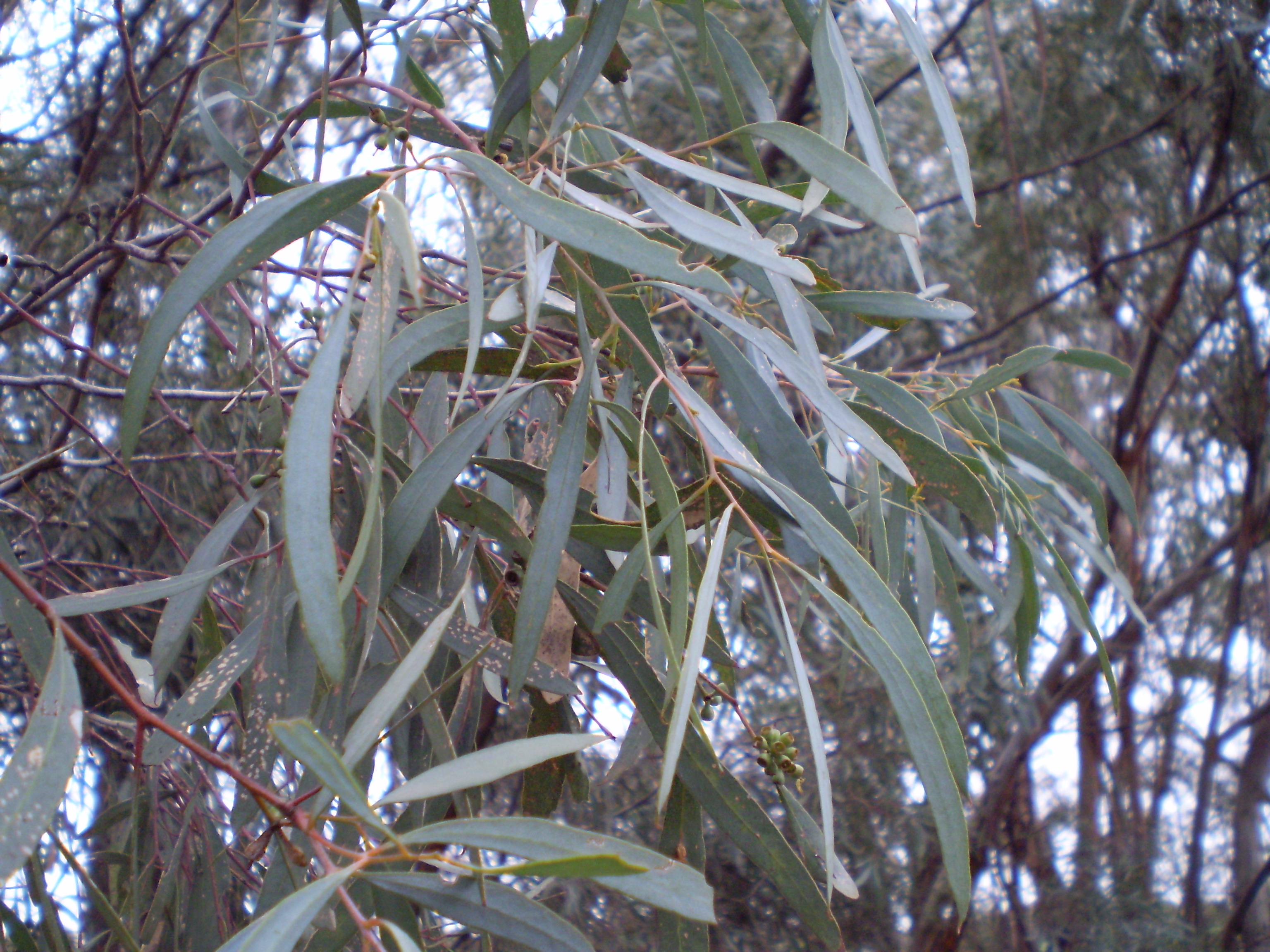

Эвкали́птовое ма́сло (лат. Oleum Eucalуpti) — эфирное масло, которое получают перегонкой с водой листьев различных разновидностей эвкалиптового дерева, произрастающего в Австралии, Индии, Китае, Калифорнии, Алжире, южн. Франции, Испании, Португалии, Италии, Мексике, Ямайке, Трансваале и мн. др. местах.

## Виды эвкалиптовых эфирных масел
Имеется очень большое число сортов эвкалиптового масла; все их можно собрать в пять групп в зависимости от главной составной их части.
- К первой, главной группе относятся масла, получаемые из Eucalyptus globulus, Euc. amygdalina[англ.] и целого ряда других разновидностей. Главная составная часть всех их цинеол.

Euc. globulus является наиболее распространённым представителем этого вида деревьев. Выход масла из свежих листьев около 0,75, а из сухих — около 1,6 и до 3 %. Уд. в. 0,910—0,930; α D = +1° до +15°. Чем выше удельный вес, чем меньше оптическая активность и чем легче и совершеннее масло застывает в смеси снега и соли, тем больше в нём содержится цинеола. Кроме цинеола, в масле имеются: d-пинен, камфен, фенхен, валериановый, масляный и капроновый альдегиды, этиловый и амиловый спирт, эфиры жирных кислот. Так как ценность масла зависит от % содержания в нём цинеола, то выработан метод его определения: разбавляют масло петролейным эфиром и при охлаждении смесью снега и соли насыщают сухим HBr, пока не перестанет выделяться осадок. Осадок отсасывают под насосом, промывают холодным петролейным эфиром, высушивают в вакууме и, разложив водой, измеряют объём выделенного цинеола. Нетрудно отсюда узнать и его вес, принимая, что уд. в. его равен 0,93.
Euc. amygdalma растёт почти исключительно в Австралии; свежие листья его дают до 3 % масла уд. в. 0,850—0,886 с α D = —25° до —70°. Содержа цинеол, масло из Е. а. главным образом состоит из фелландрена.
- Ко второй группе относятся масла, содержащие цитронеллаль,
- к третьей — содержащие цитраль,
- к четвёртой — обладающие запахом, напоминающим мяту, и
- к пятой — с камфарным и разными другими запахами.

Все эти масла изготовляются сравнительно в незначительных количествах преимущественно в Австралии и не имеют такого значения, как масла из Euc. globulus и Е. amygdalina.

## Применение

### Применение в медицине

#### История применения в медицине
В середине 19 века эвкалиптовое масло применяли для борьбы с эпидемиями малярии, при дифтерии и скарлатине.
Коренные народы Австралии использовали листья эвкалипта для изготовления компрессов при лечении ран.
Сегодня эвкалиптовое масло применяется в составе медицинских препаратов в терапии инфекционно-воспалительных заболеваний глотки и верхних дыхательных путей, ринита, гайморита, герпеса.

#### Противопоказания и побочные реакции
Возможны аллергические реакции. Не рекомендуется применять эфирное масло эвкалипта при повышенной чувствительности к эфирным маслам, в том числе к маслу эвкалипта.

#### Исследования эффективности
Применение эвкалиптового масла при риносинусите у 152 пациентов в течение 7 дней привело к уменьшению головной боли, заложенности носа, выраженности воспаления слизистых оболочек полости носа и улучшению общего состояния больных.
Доказана эффективность эфирного масла эвкалипта против вируса герпеса

### Применение в косметологии
В косметологии эвкалиптовое масло применяют для борьбы с инфекциями и воспалениями, при лечении фурункулеза и угревой сыпи.